# Claude Bon
Claude Bon (Sochaux, 1952 - Sochaux, 26 de junio de 2013) fue un futbolista profesional francés que jugaba en la demarcación de delantero.

## Biografía
Claude Bon empezó a jugar en clubes amateur durante su etapa juvenil hasta que en 1974 a los 22 años de edad fichó por el FC Sochaux-Montbéliard, equipo de su ciudad natal con el que jugó durante tres temporadas, debutando entonces como futbolista profesional. Posteriormente fue traspasado al ÉDS Montluçon, club con el que empezó a jugar en la Ligue 1 en 1977. En la siguiente temporada, sus 15 goles en los 29 partidos en los que jugó no evitaron que el equipo descendiera a la Ligue 2. Tras jugar una temporada más con el club, Claude Bon se retiró como futbolista.
Claude Bon falleció el 26 de junio de 2013 a los 61 años de edad.

## Clubes
| Club                   | País    | Año       |
| ---------------------- | ------- | --------- |
| FC Sochaux-Montbéliard | Francia | 1974-1977 |
| ÉDS Montluçon          | Francia | 1977-1979 |